# Trona (comtat de San Bernardino)
Trona és una comunitat no incorporada al Comtat de San Bernardino, al Sud-est de Califòrnia. L'any 2000 tenia 2.742 habitants. Està a una altitud de 498 metres. Trona és a la vora occidental del llac Searles, un llac sec de la Vall de Searles, al sud-oest de la Vall de la Mort. La localitat obté el seu nom del mineral trona, abundant en la conca del llac.
Trona és conegut pel seu aïllament i desolació, a més de les Trona Pinnacles. L'escola local juga en un camp de futbol americà de terra perquè la calor exorbitant i els sòls d'alta salinitat maten l'herba. Històricament hi havia un camp de golf de terra del qual la publicitat deia que era tot terra excepte pels «greens», els quals eren terra d'un color marró.

## Història

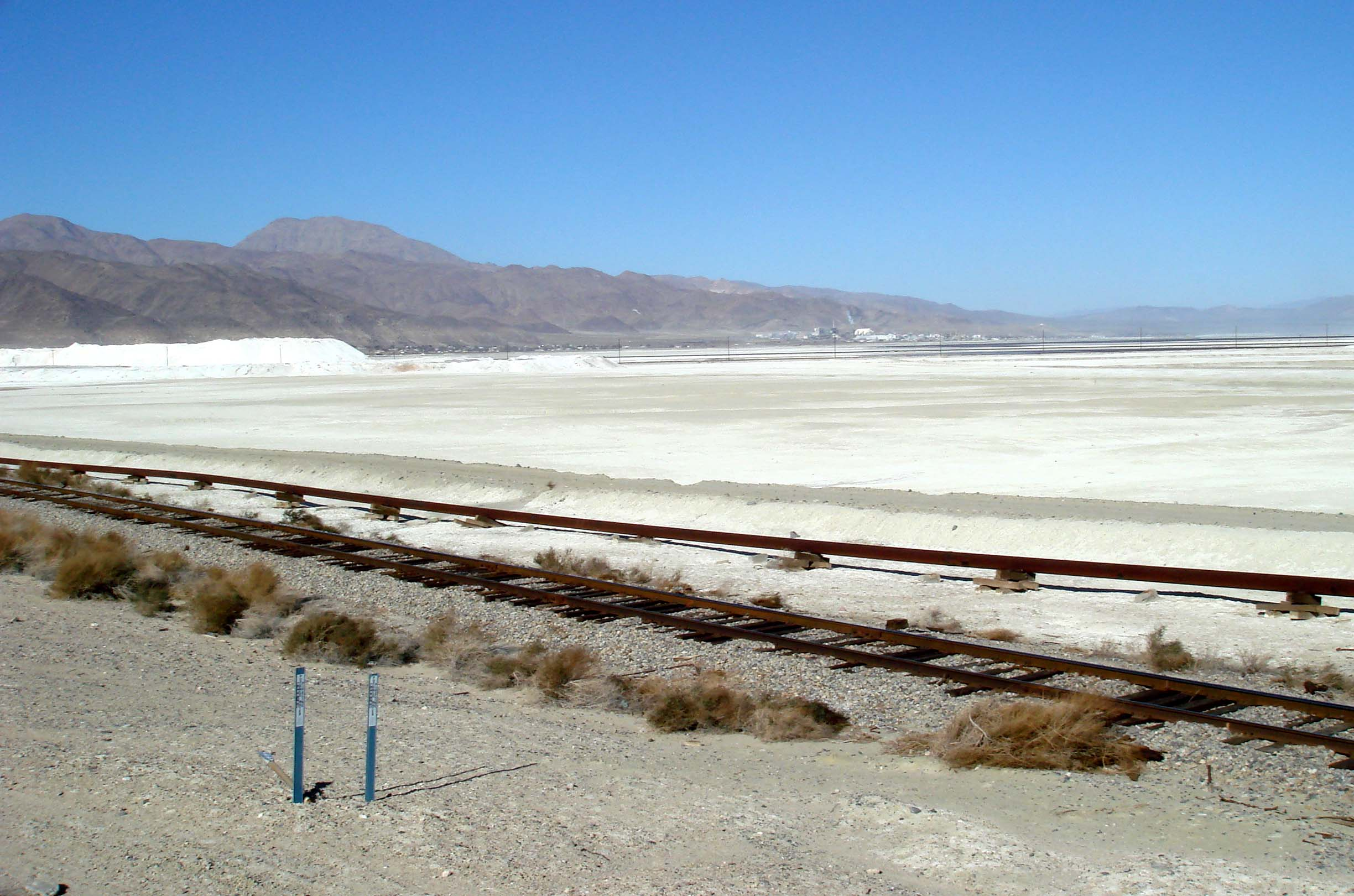
Trona limita amb el llac sec del llac Searles.

Començant als finals del segle xix, la indústria minera s'establí al voltant de les quantitats de bòrax del llac Searles.
Trona va ser oficialment fundada el 1913, com a colònia industrial, operada enterament per la companyia minera i els seus treballadors. Els seus empleats eren pagats en vals en lloc de diners. La companyia construí a més una biblioteca, un supermercat que acceptava els vals que pagava la companyia, una escola, llars per als empleats i instal·lacions recreatives. La línia de ferrocarrils de Trona fou construïda entre el 1913 i 1914 per a proveir el poble amb una connexió amb els ferrocarrils Southern Pacific. Els ferrocarrils de Trona encara operen avui en dia.
Hi van haver diversos booms i caigudes econòmiques. El seu boom més notable va ser durant la Primera Guerra Mundial, en què Trona era l'única font fiable de potassa dels Estats Units, un element important en la producció de pólvora.
Avui en dia, la planta de processament de la companyia Searles Valley Minerals és encara la companyia més gran del municipi. Altres operacions prop de Trona inclouen l'extracció de la sal evaporada de la superfície del llac sec i una pedrera de calç. Searles Valley Minerals és la companyia amb més empleats de Trona, i molts empleats viuen a Ridgecrest i es desplacen diàriament a Trona.

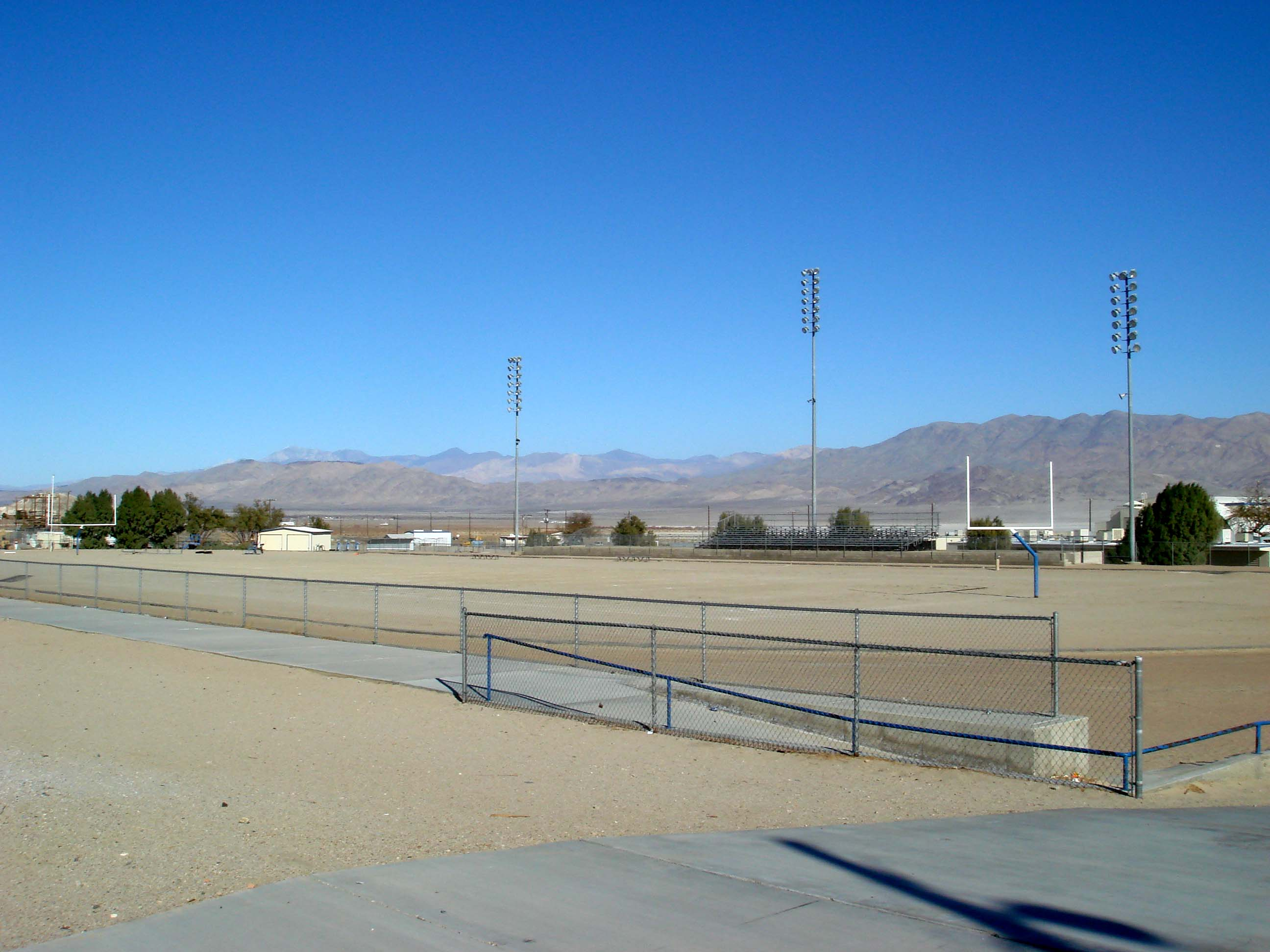
El camp de futbol americà de l'escola secundària local

L'escola secundària de Trona té 162 estudiants i el seu mot en els seus equips esports és els «Tornadoes» (tornados). Té l'únic camp de futbol americà de terra dels Estats Units fora d'Alaska.
Diverses pel·lícules de Hollywood han estat gravades en el desert al voltant de Trona, com per exemple Star Trek: L'última frontera (1989) i Planet of the Apes (2001). En la dècada del 2000, el poble va servir com a lloc de rodatge de dues pel·lícules: Trona (2004) i Just Add Water (2008).

## Geografia i geologia
La mateixa col·lecció de forces geològiques que crearen la Vall de Searles —on es troba Trona— també crearen el llac sec de Llac de Searles, el qual conté rics dipòsits de substàncies químiques incloent dotzenes de minerals.
A unes quantes milles al sud estan localitzades les Trona Pinnacles, un indret amb un paisatge peculiar i atípic amb més de 500 toves calcàries, algunes amb una altitud d'uns 42 metres.
Trona es troba a 155,03 quilòmetres de Bakersfield, a 184,11 quilòmetres de San Bernardino, a 206,33 quilòmetres de Las Vegas (Nevada) i a 241,41 quilòmetres de Fresno. Les localitats més properes a Trona són Argus al sud-oest, Pioneer Point al nord i Searles Valley a l'oest.

## Clima
Trona té un clima àrid amb estius calorosos i hiverns freds. El rècord de temperatura més baixa ocorregué quan hi hagué −13 °C el 23 de desembre de 1990. El rècord de temperatura més alta ocorregué quan hi hagué 48 °C el 13 d'agost de 1933, el 25 de juliol de 1943, el 27 de maig de 1951 i el 29 de juny de 1956.
| Paràmetres climàtics mitjans de Trona | Paràmetres climàtics mitjans de Trona | Paràmetres climàtics mitjans de Trona | Paràmetres climàtics mitjans de Trona | Paràmetres climàtics mitjans de Trona | Paràmetres climàtics mitjans de Trona | Paràmetres climàtics mitjans de Trona | Paràmetres climàtics mitjans de Trona | Paràmetres climàtics mitjans de Trona | Paràmetres climàtics mitjans de Trona | Paràmetres climàtics mitjans de Trona | Paràmetres climàtics mitjans de Trona | Paràmetres climàtics mitjans de Trona | Paràmetres climàtics mitjans de Trona |
| Mes                                   | Gen.                                  | Feb.                                  | Mar.                                  | Abr.                                  | Mai.                                  | Jun.                                  | Jul.                                  | Ago.                                  | Set.                                  | Oct.                                  | Nov.                                  | Des.                                  | Anual                                 |
| ------------------------------------- | ------------------------------------- | ------------------------------------- | ------------------------------------- | ------------------------------------- | ------------------------------------- | ------------------------------------- | ------------------------------------- | ------------------------------------- | ------------------------------------- | ------------------------------------- | ------------------------------------- | ------------------------------------- | ------------------------------------- |
| Temperatura diària màxima °C (°F)     | 14,6 (58,3)                           | 18,1 (64,6)                           | 21,9 (71,4)                           | 26,2 (79,2)                           | 31,4 (88,5)                           | 36,9 (98,4)                           | 40,8 (105,4)                          | 39,6 (103,3)                          | 35,7 (96,3)                           | 28,7 (83,7)                           | 20,6 (69,1)                           | 14,6 (58,3)                           | 27,4 (81,3)                           |
| Temperatura diària mínima °C (°F)     | 0,5 (32,9)                            | 3,4 (38,1)                            | 6,4 (43,5)                            | 10 (50)                               | 14,6 (58,3)                           | 18,8 (65,8)                           | 22,9 (73,2)                           | 22,1 (71,8)                           | 17,8 (64)                             | 11,5 (52,7)                           | 4,6 (40,3)                            | 0,7 (33,3)                            | 11,1 (52)                             |
| Precipitació total mm (polzades)      | 18,8 (0,7)                            | 22,3 (0,9)                            | 11,9 (0,5)                            | 4,3 (0,2)                             | 2,2 (0,1)                             | 1,8 (0,1)                             | 2,8 (0,1)                             | 5,1 (0,2)                             | 4,8 (0,2)                             | 4,3 (0,2)                             | 8,6 (0,3)                             | 13,2 (0,5)                            | 100,6 (4)                             |
| Font: Western Regional Climate Center |                                       |                                       |                                       |                                       |                                       |                                       |                                       |                                       |                                       |                                       |                                       |                                       |                                       |

## Política
En la legislatura estatal, Trona està integrada en el 18è districte del Senat, representats per la Republicana Jean Fuller, i en el 32è districte de l'Assemblea, representats per la republicana Shannon Grove.
Federalment, Trona està integrada en el 25è districte congressual de Califòrnia de la Cambra de Representants dels Estats Units, i els habitants del municipi són representats pel Republicà Howard McKeon. En el Senat federal, el municipi és representat —com la resta de Califòrnia— per dues Demòcrates: Dianne Feinstein i Barbara Boxer.